# Bob Beemer
Robert "Bob" Joseph Beemer est un ingénieur du son américain né le 8 février 1955  à Hollywood (Californie).

## Biographie
Bob Beemer fait des études de communication et d'anglais à l'université Loyola Marymount, puis travaille comme mixeur pour Universal Pictures et Todd-AO.

## Filmographie (sélection)
- 1989 : Abyss (The Abyss) de James Cameron
- 1991 : Point Break de Kathryn Bigelow
- 1993 : Last Action Hero de John McTiernan
- 1993 : Cliffhanger : Traque au sommet (Cliffhanger) de Renny Harlin
- 1993 : Sommersby de Jon Amiel
- 1994 : True Lies de James Cameron
- 1994 : Speed de Jan de Bont
- 1995 : Une journée en enfer (Die Hard with a Vengeance) de John McTiernan
- 1996 : La Course au jouet (Jingle All the Way) de Brian Levant
- 1996 : Independence Day de Roland Emmerich
- 1996 : Broken Arrow de John Woo
- 1998 : Mary à tout prix (There's Something About Mary) de Peter et Bobby Farrelly
- 1999 : American Beauty de Sam Mendes
- 2000 : Ce que veulent les femmes (What Women Want) de Nancy Meyers
- 2000 : Fous d'Irène (Me, Myself and Irene) de Peter et Bobby Farrelly
- 2000 : Gladiator de Ridley Scott
- 2001 : L'Amour extra-large (Shallow Hal) de Peter et Bobby Farrelly
- 2002 : Les Sentiers de la perdition (Road to Perdition) de Sam Mendes
- 2002 : La Mémoire dans la peau (The Bourne Identity) de Doug Liman
- 2004 : Ray de Taylor Hackford
- 2004 : La Mort dans la peau (The Bourne Supremacy) de Paul Greengrass
- 2004 : La Passion du Christ (The Passion of the Christ) de Mel Gibson
- 2006 : Dreamgirls de Bill Condon
- 2007 : American Gangster de Ridley Scott
- 2007 : La Vengeance dans la peau (The Bourne Ultimatum) de Paul Greengrass
- 2008 : Mensonges d'État (Body of Lies) de Ridley Scott
- 2010 : Mon beau-père et nous (Little Fockers) de Paul Weitz
- 2010 : Biutiful d'Alejandro González Iñárritu

## Distinctions

### Récompenses
- Oscar du meilleur mixage de son
  - en 1995 pour Speed
  - en 2001 pour Gladiator
  - en 2005 pour Ray
  - en 2007 pour Dreamgirls
- British Academy Film Award du meilleur son
  - en 1995 pour Speed
  - en 2005 pour Ray

### Nominations
- Oscar du meilleur mixage de son
  - en 1994 pour Cliffhanger : Traque au sommet
  - en 1997 pour Independence Day
  - en 2003 pour Les Sentiers de la perdition
- British Academy Film Award du meilleur son
  - en 1997 pour Independence Day
  - en 2000 pour American Beauty
  - en 2001 pour Gladiator